# Nationale A 1977/78
Die Saison 1977/78 war die 56. Spielzeit der Nationale A, der höchsten französischen Eishockeyspielklasse. Meister wurde zum insgesamt zweiten Mal in der Vereinsgeschichte der Gap Hockey Club. Der Hockey Club de Caen stieg in die zweite Liga ab.

## Modus
Die zehn Mannschaften absolvierten in der Hauptrunde jeweils 18 Spiele. Der Erstplatzierte der Hauptrunde wurde Meister. Der Letztplatzierte stieg direkt in die zweite Liga ab, während der Vorletzte in der Relegation gegen den Zweitplatzierten der zweiten Liga antreten musste. Für einen Sieg erhielt jede Mannschaft zwei Punkte, bei einem Unentschieden gab es ein Punkt und bei einer Niederlage null Punkte.

## Hauptrunde

### Tabelle
|     | Klub                               | Sp | S  | U | N  | T   | GT  | Punkte |
| --- | ---------------------------------- | -- | -- | - | -- | --- | --- | ------ |
| 1.  | Gap Hockey Club                    | 18 | 16 | 0 | 2  | 123 | 69  | 32     |
| 2.  | Ours de Villard-de-Lans            | 18 | 12 | 2 | 4  | 92  | 66  | 26     |
| 3.  | ASG Tours                          | 18 | 10 | 1 | 7  | 98  | 84  | 21     |
| 4.  | CSG Grenoble                       | 18 | 10 | 0 | 8  | 97  | 83  | 20     |
| 5.  | Club des Sports de Megève          | 18 | 8  | 2 | 8  | 78  | 80  | 18     |
| 6.  | Viry-Châtillon Essonne Hockey      | 18 | 8  | 0 | 10 | 81  | 101 | 16     |
| 7.  | Chamonix Hockey Club               | 18 | 6  | 3 | 9  | 91  | 88  | 15     |
| 8.  | CPM Croix                          | 18 | 6  | 3 | 9  | 64  | 97  | 15     |
| 9.  | Sporting Hockey Club Saint Gervais | 18 | 5  | 0 | 13 | 84  | 100 | 10     |
| 10. | Hockey Club de Caen                | 18 | 3  | 1 | 14 | 65  | 105 | 7      |

Sp = Spiele, S = Siege, U = Unentschieden, N = Niederlagen

## Relegation
- Club des patineurs lyonnais – Sporting Hockey Club Saint Gervais 5:13/3:13